# Religião na Colômbia
Religião na Colômbia (2014)

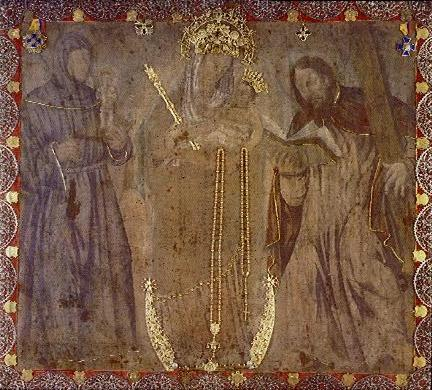
Imagem da Nossa Senhora do Rosário de Chiquinquirá

A principal religião na Colômbia é o catolicismo, embora seja um país que desde 1991 garante através de sua Constituição, a adoração de outras religiões. 80% da população é católica. Outras religiões como a Anglicana, Evangélica, Presbiteriana ou outras concentrações entre as demais.
Religião: Cristianismo 90% (católicos), religiões indígenas (1%), Hinduísmo, Budismo, Judaísmo e Islamismo (1%), outras não especificadas 8% -2010
A religião na Colômbia resulta essencialmente da mestiçagem cultural dos povos nativos com a influência colonizadora espanhola. A religião toma um aspecto muito importante na definição da identidade cultural do país. Muito do que pode ser dito sobre os hábitos culturais deste país é também aplicável a outros países da América Latina.
A história da Colômbia está associada a uma intensa e fervorosa vocação religiosa, com profundas raízes católicas, resultado do processo de evangelização e catequização que se realizou durante a conquista.

## Igreja Católica
1. ↑  "Field Listing :: Religions — The World Factbook - Central Intelligence Agency". www.cia.gov.